# 松原 (青森市)
松原（まつばら）は青森県青森市の地名。松原一丁目、松原二丁目、松原三丁目で構成される。郵便番号030-0813。

## 地理
- 青森市中心市街地の東端に位置し、北側は、かつての東北本線の跡地である1号遊歩道をはさんで、堤町に接する。東は、堤川をはさみ、花園・松森・桜川、南は青森市の都市計画道路3･4･4 松森奥野線をはさんで奥野、西は青森県立北斗高等学校西側の通りをはさんで勝田に接する。
- 現在、文化・教育施設が多く設置されている地区として知られる。
- 青森県道27号青森浪岡線（松原通り）沿いは、商業地となっており、小規模な商店が軒を連ねているが、三丁目の沿道には、大規模な駐車場を持つ青森県民生協あじさい館がある。
- 全体に住宅が多い地域ではあるが、医院・学校・事務所・商店・公共施設も点在する。

### 交通
域内に鉄道駅はない。主要道路は次のとおり
- 青森県道27号青森浪岡線 - 松原通り
- 青森市都市計画道路 3･4･3 花園勝田線 - 棟方志功記念館通り
- 青森市都市計画道路 3･4･4 奥野松森線 - 市民病院通り

#### バス停留所
- 青森市営バス筒井方面線（桑原線・横内環状線等）・JRバス東北横内線（堤橋経由）
  - 棟方志功記念館通り
  - 松原三丁目
- 青森市営バス小柳線（桜川・南佃経由）
  - 奥野二丁目 - ただし、県立中央病院・東部営業所行きのみ。青森駅方面行きは、道路をはさんで向かい側の奥野二丁目にある。
- あおもりシャトルdeルートバス「ねぶたん号」(三内丸山遺跡 - 新青森駅 - 青森駅 - 棟方志功記念館前)
  - 棟方志功記念館前 - 終点

### 河川
- 堤川 - 松園橋（歩道橋）・甲田橋・桜川橋が架かる。なお、青森市民は、駒込川との合流部より上流を「荒川」と呼ぶ。

## 歴史
15世紀末、南部光康がこの付近にあった堤浦城に入ったという。当時から付近には港町があり、「包宿」とも呼ばれる宿場でもあった。
光康が居た堤浦城は、昔の絵図にある、「東西百四十四間（約262メートル）、南北百六十間（約291メートル）」の大きさを誇った壮大な城館「大古館」であったともいわれる。その場所は、堤川に面した場所で、駒込川と荒川の合流部の少し下流であり、現在の松原二丁目の位置であったとも言われる。
- 1935年（昭和10年） - 現在の青森県道27号青森浪岡線（松原通り）に相当する道路の東側で南浪打地区区画整理事業が行われ、堤川・荒川と県道青森浪岡線にはさまれた大字浦町字野脇・大字造道字浪打の各一部が「松原町」と命名された。この頃の松原町は、県道から堤川までの部分のほかは、道路に面した部分ばかりであり、その西側には水田が広がっていた。
- 1937年（昭和12年） - 青森市立野脇尋常小学校（現 堤小学校）開校。
- 1944年（昭和19年） - 官立青森医学専門学校（現 弘前大学医学部）開校。野脇国民学校（旧 尋常小学校）は同校に校舎を譲り、閉校となる。
- 1945年（昭和20年） - 空襲で校舎を失った私立山田高等家政女学校が松原町に仮校舎を建設。（1947年新校舎落成。翌年、山田高等学校となり、保育園を併設。）
- 1947年（昭和22年） - 青森医学専門学校は弘前。その校舎を使用して、青森市立野脇中学校が発足。同時に、夜間の旧制中学校である青森市立第二中学校がここに移転する。（同校は、翌年青森市立高等学校となり、隣接地に校舎を新築して移転。1956年北斗高等学校と改称。）
- 1949年（昭和24年） - 青森市立野脇中学校が国道沿いの青森高等女学校・女子師範学校跡地に移転。この校舎を利用して、野脇小学校が再興される。（1954年に現在位置に移転。翌年堤小学校と改称。）
- 1950年（昭和25年） - 青森市立松原中学校が開校。（校舎は青森市立高等学校校舎を共用。）
- 1954年（昭和29年） - 野脇小学校が現在位置に移転。松原中学校がその校舎に移転。
- 1955年（昭和30年) - 青森市立第一中学校が開校する。
- 1962年（昭和37年） - 青森短期大学開学。
- 1965年（昭和40年）- 松原中学校が、松森字佃（現 中佃二丁目）に移転して青森市立佃中学校となる。
- 1969年（昭和44年） - 青森市民文化センター（現在の青森市中央市民センター）が開館する。この頃、勝田地区区画整理事業が進行し、道路の新設が進んだ。
- 1970年（昭和45年） - 第一中学校が野脇中学校と統合されて青森市立南中学校となる。旧第一中学校校舎は、南中学校第一校舎となる。青森市立北斗高等学校が現在位置に移転（後に県立移管〈1983年〉）。
- 同年、勝田地区の住居表示実施により、従前の松原町とその周辺が松原一～三丁目となった。
  - 松原一丁目 - 浦町字野脇、松原町、造道字浪打の各一部
  - 松原二丁目 - 浦町字野脇、松原町の各一部
  - 松原三丁目 - 浦町字野脇、浦町字奥野、松原町の各一部
- 1972年（昭和47年） - 浦町字奥野に南中学校の新校舎が落成。南中学校第一校舎の生徒は、野脇校舎の生徒とともに、新校舎に移転。
- 1975年（昭和50年） - 第一中学校の跡地に青森市民図書館と棟方志功記念館が建てられた。
- 1977年（昭和52年） - 青森山田高等学校が浜田字板橋に移転。
- 1981年（昭和56年） - NHK青森放送局が青森市栄町から、松原二丁目の第一中学校跡地に移転。青森短期大学が浜田字板橋に移転。
- 2000年（平成12年） - 青森市民図書館が、新町一丁目アウガ内への移転準備のため、閉館した。

### 地名の由来
青森県道27号青森浪岡線（松原通り）は、青森と浪岡を結ぶ近道となる、中世以来の街道（大豆坂街道）であった。『青森市町内盛衰記』によると、現在の松原通りには街道の松並木があったため、それが町名の由来になったという。〔歩兵第5連隊の将校官舎（現在は奥野地区の藤聖母園）にも松並木があったともいわれる。〕

## 主な施設
- 松原ポンプ場
- 青森市勤労者プール
- 青森市勤労青少年ホーム（サンピア）
- 青森市中央市民センター
- NHK青森放送局
- 青森県立北斗高等学校
- 棟方志功記念館
- 弘前大学北日本新エネルギー研究所
- 青森市立堤小学校
- ハッピードラッグ松原店
- 青森県民生協あじさい館
- 青森みちのく銀行松原通り支店